# Octonoba sinensis
Espèce
Synonymes
- Uloborus sinensis Simon, 1880
- Uloborus tokyoensis Kishida, 1927
- Uloborus octonarius Muma, 1945

Octonoba sinensis est une espèce d'araignées aranéomorphes de la famille des Uloboridae.

## Distribution
Cette espèce se rencontre au Japon, en Chine et en Corée du Sud. Elle a été introduite aux États-Unis.

## Description
Le mâle mesure 4,5 mm et la femelle 4,5 mm.

## Étymologie
Son nom d'espèce, composé de sin[a] et du suffixe latin -ensis, « qui vit dans, qui habite », lui a été donné en référence au lieu de sa découverte, la Chine.

## Publication originale
- Simon, 1880 : Études arachnologiques. 11e Mémoire. XVII. Arachnides recueilles aux environs de Pékin par M. V. Collin de Plancy. Annales de la Société Entomologique de France, sér. 5, vol. 10, p. 97-128 (texte intégral).